# Theth
Theth [ˈθɛθ] (albanisch unbestimmt) oder Thethi [ˈθɛθi] (alb. bestimmt) ist ein Dorf in der Bashkia Shkodra in den Albanischen Alpen. Es liegt im höchsten Teil des Trogtals des Shala-Flusses, umgeben von mehreren hohen Zweitausendern, darunter die Radohima (2568 m ü. A.) im Westen, der Arapi (2217 m ü. A.) im Norden und die Maja e Popllukës (2578 m ü. A.) sowie die dahinter gelegene Jezerca (2694 m ü. A.) im Osten. Aufgrund dieser Lage ist der Ort eine beliebte Tourismusdestination in Albanien.

## Geographie

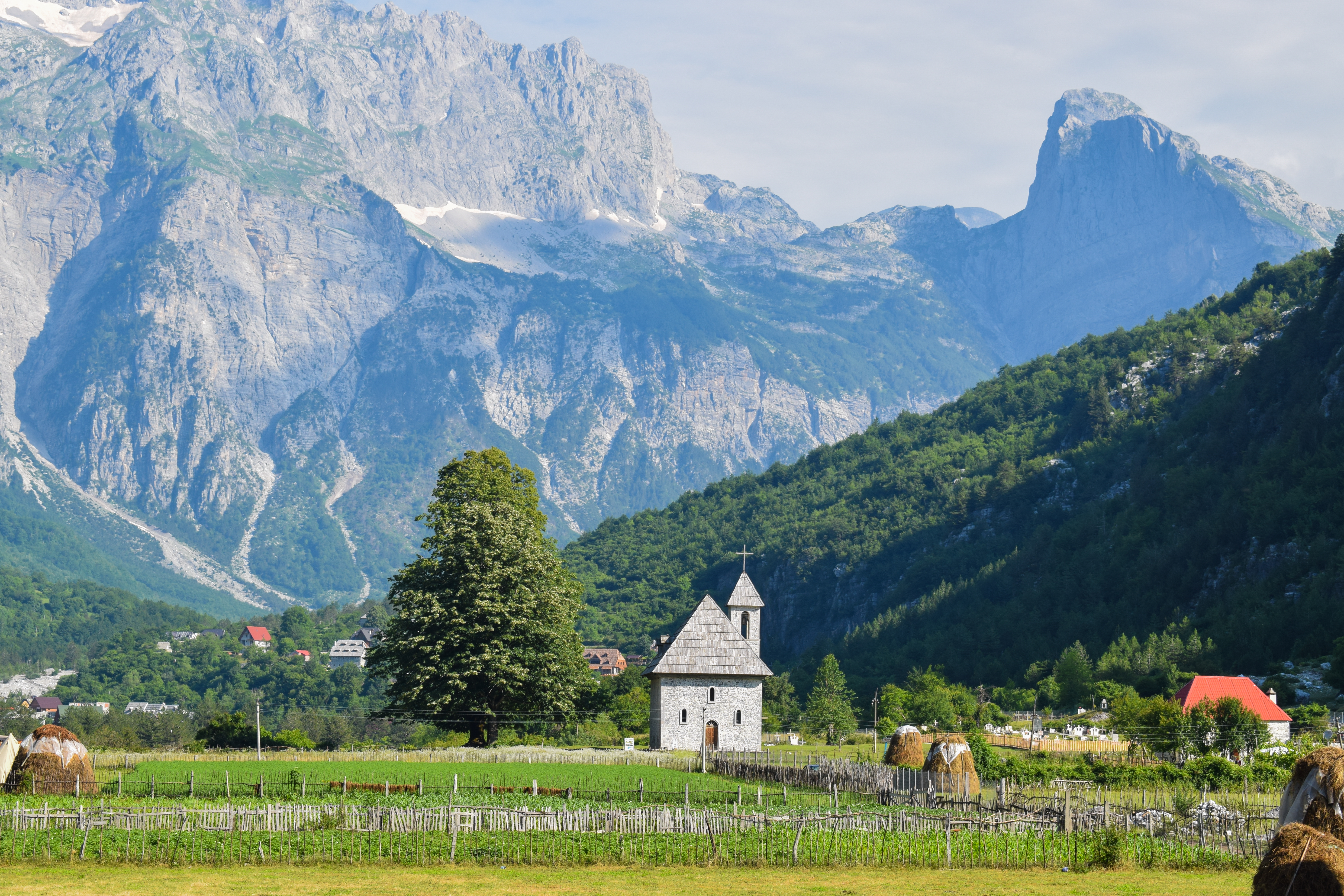
Kirche in der Bergwelt von Theth

Theth ist eine auf rund 750 bis 950 m ü. A. gelegene Streusiedlung, die sich über mehrere Kilometer dem Tal entlang zieht. Das Dorf besteht aus den Siedlungen Okol, Gjecaj, Nik Gjonaj, Gjelaj, Ndreaj, Kola, Unaj und Grunas, von denen einige an den steilen Hängen liegen. Der Ort ist im Winter oft über Wochen oder gar Monate von der Umwelt abgeschnitten oder nur zu Fuß in beschwerlichen Wanderungen durch den Schnee erreichbar. Die Straße über den 1630 m hohen Terthorja-Pass ist bis ins späte Frühjahr schneebedeckt. Auf den letzten 16 Kilometern von der Passhöhe hinunter bis ins Dorf wurden im Herbst 2021 der Asphalt aufgetragen, nachdem während mehr als zwei Jahre am Ausbau der alten Schotterpiste gearbeitet worden war. Die Straße nach Süden ins Kir-Tal ist unbefestigt, schmal und in einem schlechten Zustand. Sie kann nur mit Allradfahrzeugen passiert werden.

## Bevölkerung

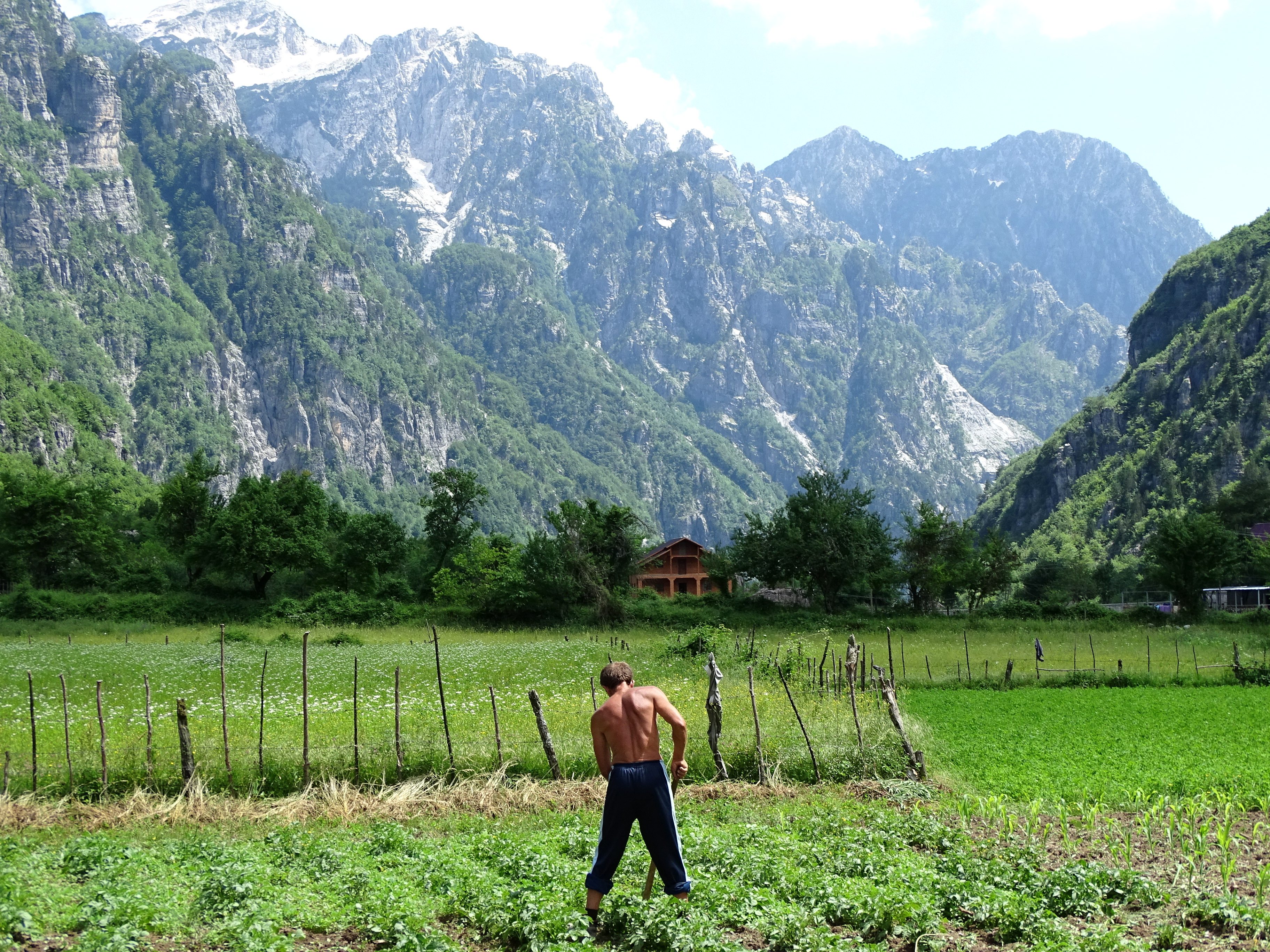
Bis zum touristischen Aufschwung war die Bevölkerung in der Landwirtschaft tätig

Wegen der schlechten Infrastruktur und fehlender wirtschaftlicher Perspektiven haben in den 1990er Jahren die meisten Bewohner den Ort verlassen. Noch heute ist nur ein kleiner Teil der Häuser ganzjährig bewohnt – man sprach von teilweise lediglich 15 Familien, die den Winter in Theth verbrachten.
Mit dem wachsenden Tourismus und dank besserem Straßenanschluss konnte die Abwanderung umgekehrt werden. Im Jahr 2010 sollen rund 80 Menschen ganzjährig im Ort gelebt haben. 2023 sollen von einst 300 Familien wieder 30 ganzjährig vor Ort sein und 70 weitere kommen im Sommer dazu.
Schulen oder medizinische Einrichtungen sind geschlossen.

## Tourismus

### Attraktionen und Sehenswürdigkeiten

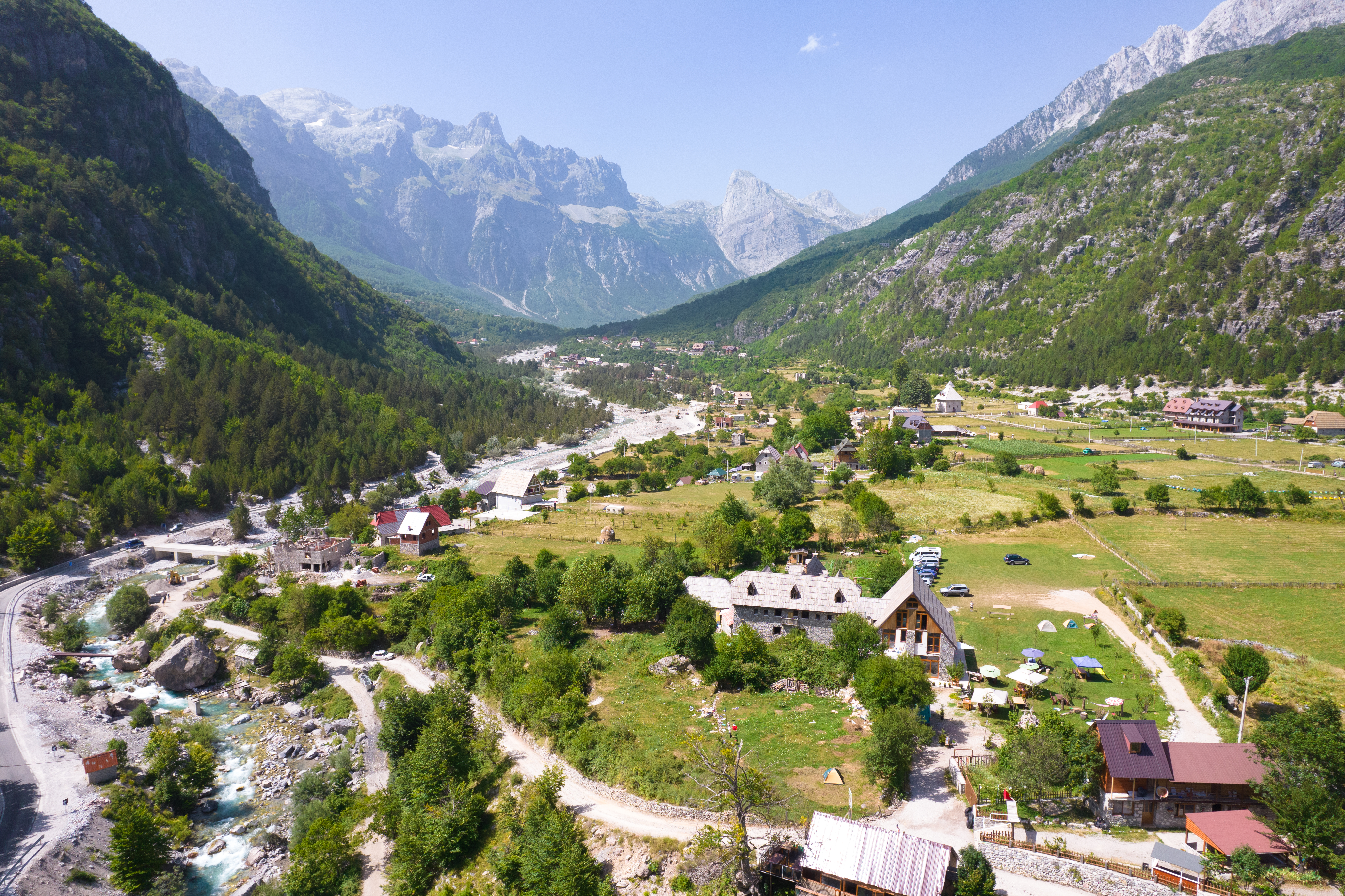
Touristische Entwicklung im Dorf, im Hintergrund Radohima und Arapi

Die Lage des Dorfes inmitten hoher Berge ist sehr reizvoll, und es gibt zahlreiche Möglichkeiten für einfache und hochalpine Wanderungen in der Region.
Der Ort liegt inmitten des Nationalparks Alpen Albaniens, der 2022 gegründet wurde und einen Großteil des albanischen Teils des Gebirges umfasst. Bereits 1966 wurden 2630 Hektar rund ums Dorf zum Nationalpark Theth erklärt, die dann im neuen Nationalpark aufgingen. Zu den Naturschönheiten der Region zählen neben den Berggipfeln unter anderem die Schlucht von Grunas und die Wasserfälle von Grunas und Gjeçaj. Bei Ndërlysa liegt in einem Nebental der kleine See Syri i kaltër („Blaues Auge“) mit kleinem Wasserfall – Gletschermühlen finden sich entlang des Weges dorthin.
Neben der Kirche von Theth kann im Blutturm ein kleines Museum besucht werden.

### Entwicklung

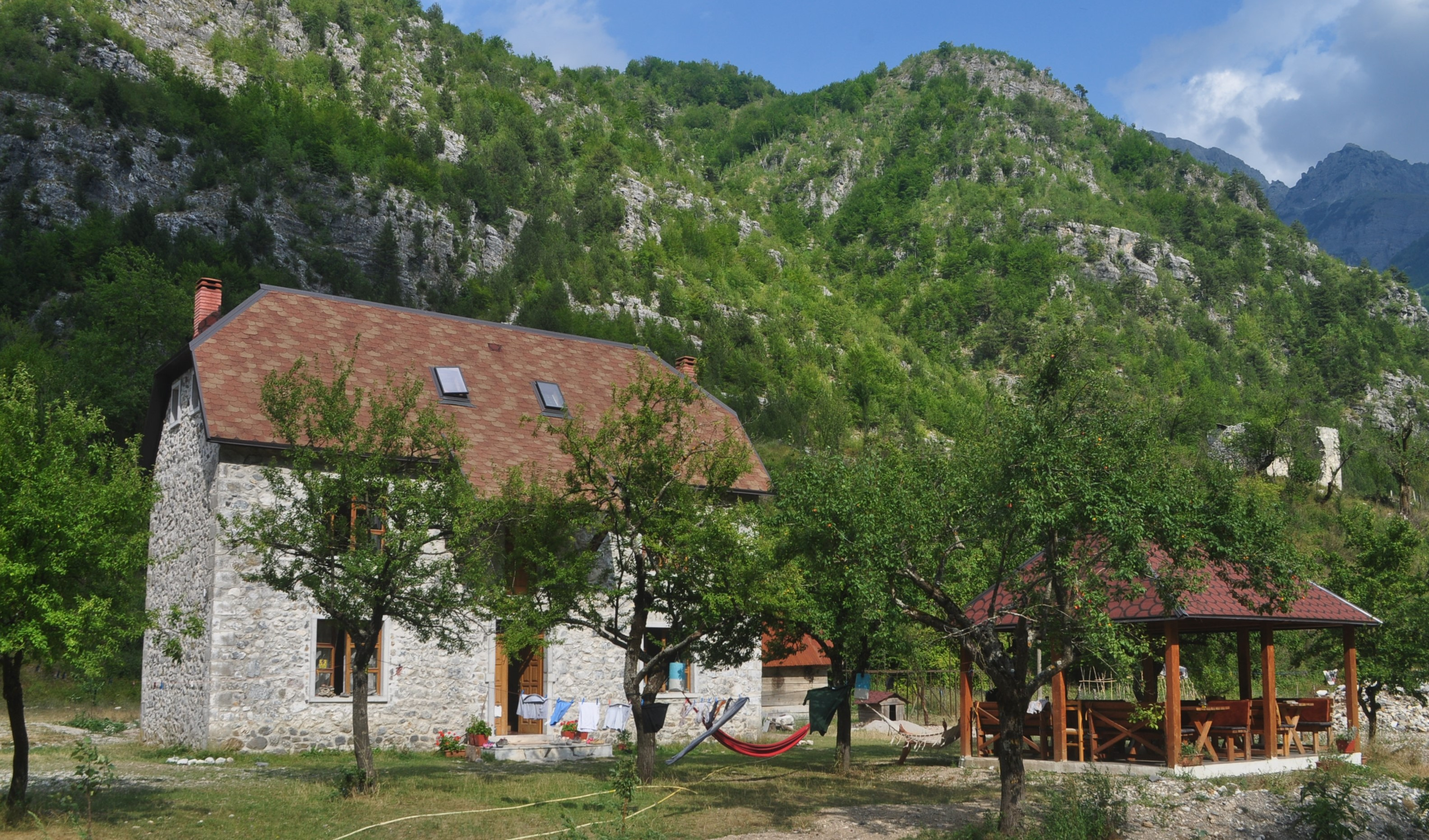
Viele traditionelle Häuser wurden in Touristenunterkünfte umgebaut

Trotz der bis 2021 schwierigen Erreichbarkeit hat sich im Sommer ein stetig wachsender Tourismus entwickelt. Mit Hilfe der GTZ wurde in den frühen 2000er Jahren in diversen Privathäusern Touristenunterkünfte eingerichtet, Wanderwege ausgebaut und markiert sowie Wegweiser und Orientierungskarten aufgestellt, so zum Beispiel für den Fernwanderweg Peaks of the Balkans.
2010 standen in Privatunterkünften 130 Betten zur Verfügung – 100 mehr als noch 2007. Zuerst wurde das kleine Hotel wiedereröffnet, in der Folge entstanden immer mehr Cafés, und fast jede Familie begann, Gästezimmer anzubieten. Seither sind in den letzten Jahren im Tal immer mehr neue Touristenunterkünfte erbaut worden. Die Anreise war zwar nach wie vor schwierig, aber nicht mehr ganz so lang wie in früheren Jahren, weil immer mehr Abschnitte der Strecke asphaltiert wurden.
Dies brachte einen anhaltenden Aufschwung beim Tourismus zumindest im Sommer. Im Zeitraum 2006 bis 2009 ist die Zahl der Touristen von rund 300 auf 7500 pro Jahr gestiegen – im Gegensatz zum restlichen Albanien handelte es sich hauptsächlich um ausländische Reisende. Aus dem Tourismus sind den Bewohnern von Theth bis 2010 Einnahmen von schätzungsweise € 150.000 erwachsen.
Seither ist der Tourismus stark weitergewachsen – viele neue Unterkünfte wurden erbaut. Zwischenzeitlich werden auch negative Auswirkungen des raschen Wachstums beklagt. Im Herbst 2023 hatten die Behörden angekündigt, ohne Bewilligung errichtete Bauten abzureißen, was zu Protesten der Bewohner führte. Im Sommer 2025 wurden Dutzende von Gebäuden ohne Baugenehmigung von den Behörden abgerissen.

## Geschichte
Älteste menschliche Siedlungsspuren im oberen Shala-Tal stammen aus der Altsteinzeit. Das Tal wurde von Illyrern bewohnt.
Eine erste schriftliche Erwähnung stammt aus dem Jahr 1688. Eine erste Kirche wurde 1892 erbaut. 1936 wurde eine Straße nach Theth und ein Hotel im Ort eröffnet. Zur kommunistischen Zeit folgte noch ein Arbeiterferienheim.
Ende der 1980er Jahre lebten rund 7000 Menschen in Theth.